# Begonia andersonii
Espèce
Begonia andersonii est une espèce de plantes de la famille des Begoniaceae. Ce bégonia est originaire de Bornéo. L'espèce fait partie de la section Jackia. Elle a été décrite en 2007 par Ruth Kiew et Sang Julia. L'épithète spécifique andersonii signifie « d'Anderson », en hommage à J.A.R. Anderson, le récolteur et pionnier de l'exploration de la flore en terrain calcaire au Sarawak.

## Répartition géographique
Cette espèce est originaire du pays suivant : Bornéo. 